# 아키타시
아키타시(일본어: 秋田市, 문화어: 아끼다시)는 일본 도호쿠 지방 북서부 아키타현의 연안 중앙부에 있는 아키타현의 현청 소재지이다. 중핵시로 지정되어 있다.

## 개요
아키타현의 정치, 경제, 교통 중심 도시이며 동시에 본시를 중심으로 인구 약 45만 명의 아키타 도시권을 형성하고 있다. 아키타번 시대부터 성시로 발전했고 또 쓰치자키항은 기타마에선의 기항지로 번창했다. 현재 시내 중심부에는 백화점과 음식점 거리, 패션 빌딩과 호텔 등이 집중해 상업 지구를 형성하고 있으며 산노 지구에는 관청가가 펼쳐진다. 그리고 쓰치자키 지구에는 아키타항이 있고 아키타 화력 발전소를 대표로 하는 공업단지가 펼쳐진다. 또 야바세·지나이 지구를 중심으로 일본 최대의 유전인 야바세 유전이 펼쳐진다. 최근에는 고쇼노 뉴타운으로 대표되는 주택지와 대형 상업 시설이 시 교외에 건설되고 있다. 동시에 중심 시가지의 상업 쇠퇴가 문제가 되고 있다.
교통 면에서는 국도 7호선, 국도 13호선과 니혼카이토호쿠 자동차도, 아키타 자동차도 등이 지난다. 철도는 모리오카와 센다이·도쿄를 묶는 아키타 신칸센을 포함해 우에쓰 본선, 오우 본선, 오가시 후나카와항을 묶는 오가선이 교차한다. 또한 제2종 공항인 아키타 공항, 페리나 화물선이 기항하는 중요 항만인 아키타항은 모두 아키타시에 소재하고 있다. 연안부 각지와 내륙부 각지, 일본 각지를 묶는 동해 북동부 연안의 유통·교통 요충지이다.

## 지리
오모노강, 아키타 운하, 아사히카와강, 이와미강이 흐른다.

### 기후
전형적인 동해측 기후이다. 최근에는 겨울이 따뜻한 경향이 현저하다. 일찍이 1888년에 -24.6℃라는 기록이 관측되었지만 겨울에는 온천으로 방사 냉각이 일어나지 않고 냉각 속도도 느리다. 1990년대 이후 영하 10도를 밑도는 일도 거의 없어져 영하 10도 이하의 기온이 관측된 해는 1990년과 1999년뿐이다. 적설량도 감소하고 있다. 한편 여름의 기온은 상승하고 있어 찌는 듯이 덥다. 1882년 10월부터 관측된 역대 최고 기온의 상위 10위 중 8개가 1999년 이후의 기록이다(역대 최저 기온의 상위 10위는 모두 2차 대전 이전의 기록이다).
| 아키타시의 기후                                              | 아키타시의 기후 | 아키타시의 기후 | 아키타시의 기후 | 아키타시의 기후 | 아키타시의 기후 | 아키타시의 기후 | 아키타시의 기후 | 아키타시의 기후 | 아키타시의 기후 | 아키타시의 기후 | 아키타시의 기후 | 아키타시의 기후 | 아키타시의 기후 |
| 월                                                           | 1월             | 2월             | 3월             | 4월             | 5월             | 6월             | 7월             | 8월             | 9월             | 10월            | 11월            | 12월            | 연간            |
| ------------------------------------------------------------ | --------------- | --------------- | --------------- | --------------- | --------------- | --------------- | --------------- | --------------- | --------------- | --------------- | --------------- | --------------- | --------------- |
| 역대 최고 기온 °C (°F)                                       | 13.7 (56.7)     | 19.8 (67.6)     | 22.8 (73.0)     | 28.2 (82.8)     | 31.8 (89.2)     | 33.8 (92.8)     | 37.9 (100.2)    | 38.2 (100.8)    | 36.1 (97.0)     | 30.1 (86.2)     | 25.2 (77.4)     | 21.4 (70.5)     | 38.2 (100.8)    |
| 일평균 최고 기온 °C (°F)                                     | 3.1 (37.6)      | 4.0 (39.2)      | 7.9 (46.2)      | 14.0 (57.2)     | 19.6 (67.3)     | 23.7 (74.7)     | 27.1 (80.8)     | 29.2 (84.6)     | 25.4 (77.7)     | 19.0 (66.2)     | 12.2 (54.0)     | 5.9 (42.6)      | 15.9 (60.6)     |
| 일일 평균 기온 °C (°F)                                       | 0.4 (32.7)      | 0.8 (33.4)      | 4.0 (39.2)      | 9.6 (49.3)      | 15.2 (59.4)     | 19.6 (67.3)     | 23.4 (74.1)     | 25.0 (77.0)     | 21.0 (69.8)     | 14.5 (58.1)     | 8.3 (46.9)      | 2.8 (37.0)      | 12.1 (53.8)     |
| 일평균 최저 기온 °C (°F)                                     | −2.1 (28.2)     | −2.1 (28.2)     | 0.4 (32.7)      | 5.2 (41.4)      | 11.1 (52.0)     | 16.0 (60.8)     | 20.4 (68.7)     | 21.6 (70.9)     | 17.1 (62.8)     | 10.4 (50.7)     | 4.5 (40.1)      | 0.0 (32.0)      | 8.5 (47.3)      |
| 역대 최저 기온 °C (°F)                                       | −19.8 (−3.6)    | −24.6 (−12.3)   | −19.5 (−3.1)    | −7.2 (19.0)     | −1.4 (29.5)     | 4.1 (39.4)      | 8.9 (48.0)      | 9.0 (48.2)      | 3.1 (37.6)      | −1.4 (29.5)     | −5.4 (22.3)     | −18.7 (−1.7)    | −24.6 (−12.3)   |
| 평균 강수량 mm (인치)                                        | 118.9 (4.68)    | 98.5 (3.88)     | 99.5 (3.92)     | 109.9 (4.33)    | 125.0 (4.92)    | 122.9 (4.84)    | 252.5 (9.94)    | 184.6 (7.27)    | 161.0 (6.34)    | 175.5 (6.91)    | 189.1 (7.44)    | 159.8 (6.29)    | 1,741.6 (68.57) |
| 평균 강설량 cm (인치)                                        | 100 (39)        | 79 (31)         | 30 (12)         | 1 (0.4)         | 0 (0)           | 0 (0)           | 0 (0)           | 0 (0)           | 0 (0)           | 0 (0)           | 6 (2.4)         | 58 (23)         | 273 (107)       |
| 평균 강수일수 (≥ 0.5 mm)                                     | 23.8            | 20.0            | 17.4            | 13.2            | 12.7            | 11.4            | 13.2            | 11.7            | 13.5            | 16.0            | 19.6            | 23.6            | 196.0           |
| 평균 강설일수                                                | 28.7            | 25.3            | 19.0            | 3.8             | 0.0             | 0.0             | 0.0             | 0.0             | 0.0             | 0.0             | 7.7             | 24.8            | 108.9           |
| 평균 상대 습도 (%)                                           | 74              | 72              | 68              | 67              | 71              | 74              | 79              | 76              | 74              | 73              | 73              | 74              | 73              |
| 평균 월간 일조시간                                           | 39.0            | 64.3            | 121.5           | 168.6           | 184.9           | 179.5           | 150.3           | 186.9           | 160.8           | 143.1           | 83.2            | 45.3            | 1,527.4         |
| 출처: 일본 기상청 (평년값: 1991년~2020년, 극값: 1882년~현재) |                 |                 |                 |                 |                 |                 |                 |                 |                 |                 |                 |                 |                 |

### 인접한 자치체
- 기타아키타시
- 가타가미시
- 유리혼조시
- 다이센시
- 센보쿠시
- 미나미아키타군 고조메정, 이카와정
- 기타아키타군 가미코아니촌

## 역사
- 1604년 - 아키타시 중심부의 원형이 되는 성시(조카마치) 구보타가 건설되었다.
- 1869년 6월 17일 - 판적봉환으로 12대 번주 사타케 요시타카가 구보타번의 메이지 초기 지방장관으로 취임하였다.
- 1871년 1월 13일 - 구보타번을 아키타번으로 고치고 성시인 구보타 성시를 아키타정으로 개칭하였다.
- 1871년 7월 14일 - 폐번치현으로 아키타현·가메다현·혼조현·야지마현·이와사키현·에사시현이 탄생하였다.
- 1871년 11월 2일 - 구 아키타현을 포함한 6개 현을 합쳐서 새로운 아키타현을 신설하였다.
- 1878년 12월 23일 - 아키타군을 분할해 기타아키타군과 미나미아키타군이 탄생하였다.
- 1889년 4월 1일 - 아키타시가 성립하였다.
- 1902년 10월 21일 - 아키타역이 개업하였다.
- 1924년 4월 1일 - 가와베군 우시지마정을 편입하였다.
- 1926년 4월 1일 - 미나미아키타군 가와시리촌을 편입하였다.
- 1933년 3월 14일 - 미나미아키타군 아사히카와촌을 편입하였다.
- 1941년 4월 1일 - 미나미아키타군 쓰치자키미나토정, 데라우치정, 히로야마다촌, 가와베군 아라야정을 편입하였다.
- 1945년 8월 14일 - 쓰치자키 대공습으로 B-29 134기가 아키타를 공습하여 사망자가 137명 이상 발생하였다.
- 1954년 10월 1일 - 미나미아키타군 다이헤이촌, 소토아사히카와촌, 이지마촌, 시모신조촌, 가미신조촌, 가와베군 하마다촌, 도요이와촌, 니이다촌, 요쓰고야촌, 가미키타데촌, 시모키타데촌, 유리군 시모하마촌을 편입하였다.
- 1955년 1월 1일 - 미나미아키타군 가나아시촌의 일부를 편입하였다.
- 2005년 1월 11일 - 가와베군 가와베정, 유와정을 편입하였다.

## 경제
아키타시는 일본의 가장 중요한 유전에 근접해 있다. 석유 정제, 목공예, 금속 가공, 비단 생산이 주요 산업이다. 아키타시에는 또한 아키타현과 도호쿠 지방의 지방 은행인 아키타 은행과 호쿠토 은행이 있다.

## 교육
- 아키타 대학
- 아키타 현립 대학
- 국제교양대학
- 노스아시아 대학

## 교통

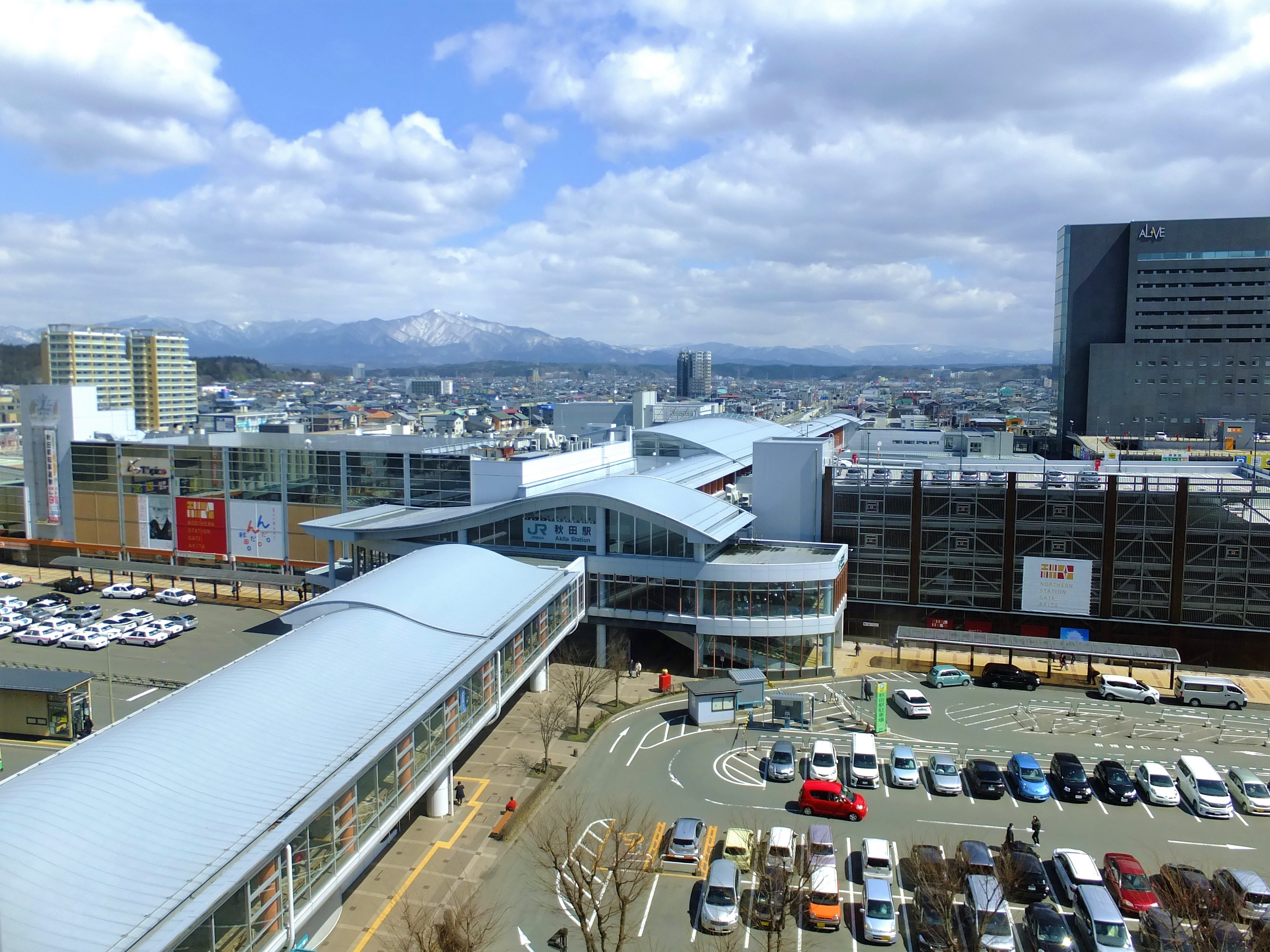
아키타역 전경

### 철도
- 동일본 여객철도
  - 아키타 신칸센
  - 오우 본선
  - 오가선
  - 우에쓰 본선

- 아키타 임해철도(화물)
  - 북선
  - 남선

### 도로
- 아키타 자동차도
- 니혼카이토호쿠 자동차도
- 국도 7호선
- 국도 13호선
- 국도 101호선
- 국도 341호선

### 공항
- 아키타 공항

### 항구
- 아키타항

### 스포츠
- 일본프로농구 아키타 노던 해피네츠
- 블라우블리츠 아키타

## 인구
|                                              | |
| 아키타시의 전국의 연령별 인구 분포（2005년） | 아키타시의 연령·남녀별 인구 분포（2005년）                                                                             |
| ■자주색 ― 아키타시 ■녹색 ― 일본전국          | ■파랑색 ― 남자 ■빨간색 ― 여자                                                                                          |
| · 아키타시（에 해당되는 지역）의 인구추이    | |
| 일본 총무성 통계국 국세조사 결과             | |
|                                              | 기술적 문제로 인해 그래프를 일시적으로 사용할 수 없습니다. 파브리케이터와 미디어위키 위키에 더 자세한 정보가 있습니다. |

## 자매 결연 도시
- 일본 이바라키현 히타치오타시
- 일본 이바라키현 구지군 다이고정
- 중국 간쑤성 란저우시(1982년 8월 5일)
- 독일 바이에른주 파사우(1984년 4월 8일)
- 러시아 프리모르스키 지방 블라디보스토크(1992년 7월 29일)
- 미국 미네소타주 세인트클라우드(1993년)
- 미국 미네소타주 키나이페닌술라군(1992년 1월 22일)
- 중국 광시 좡족 자치구 난닝시(2021년 11월 22일)